# 小行星20557
小行星20557（20557 Davidkulka）是一颗绕太阳运转的小行星，为主小行星带小行星。该小行星于1999年9月9日发现。

## 轨道参数
小行星20557的轨道半长轴为2.3782148 UA，离心率为0.101。